# Луций Валерий Максим Василий
Вижте пояснителната страница за други личности с името Валерий Максим Василий.
Луций Валерий Максим Василий или Басилий (на латински: Lucius Valerius Maximus Basilius) е политик на Римската империя през 4 век по времето на император Константин I Велики.

## Биография
Син е на Валерий Месала (консул 280 г.) или син или племенник на Луций Валерий Максим Василий, praefectus urbi Romae между 319 – 321 г.
От 326 до 335 г. той е преториански префект. През 327 г. е консул заедно с Флавий Констанций. След това от 327 – 328 г., 332 – 333 и 337 г. той е преториански префект.
Женен е първо за Септимия, дъщеря на Септимий Бас и има от нея син Луций Валерий Септимий Бас (praefectus urbi 379 – 383 г.).
С втората си съпруга Вулкация, дъщеря на Нераций Юний Флавиан (prefektus urbi 311/312 г.) и Вулкация, той става баща на Валерий Максим Василий (praefectus urbi 361 – 363 г.) и на Валерия, която става християнка с брака си с Руфий Меций Плацид.